# Jacqueline Aguilera
Pour les articles homonymes, voir Aguilera.
 (janvier 2015).
Si vous disposez d'ouvrages ou d'articles de référence ou si vous connaissez des sites web de qualité traitant du thème abordé ici, merci de compléter l'article en donnant les références utiles à sa vérifiabilité et en les liant à la section « Notes et références ».
Jacqueline María Aguilera Marcano, née le 17 novembre 1976 à Valencia, est un mannequin vénézuélien. Elle a été élue Miss Monde 1995.